# Synertek SYM1
Synertek SYM1 (SYM1) је кућни рачунар фирме Synertek који је почео да се производи у САД током 1978. године.
Користио је Synertek 6502 микропроцесорску јединицу а RAM меморија рачунара је имала капацитет од 1 KB прошириво до 4 KB на плочи. 
Као оперативни систем кориштен је Supermon монитор.

## Детаљни подаци
Детаљнији подаци о рачунару SYM1 су дати у табели испод.
|                       |                           |
| [ 1 ]                 |                           |
| Произвођач            |                           |
| Тип                   | кућни рачунар             |
| Меморија              | 1 прошириво до 4 на плочи |
| Поријекло             | Сједињене Америчке Државе |
| Година                | 1978                      |
| Тастатура             | 29 тастера                |
| Процесор              |                           |
| Фреквенција процесора | 1                         |
| RAM                   | 1 прошириво до 4 на плочи |
| ROM                   | 4 KB                      |
| Текст                 | 6-цифарни LED показивач   |
| Графика               |                           |
| Боја                  |                           |
| Звук                  | уграђени звучник          |
| Димензије             | непознато                 |
| Портови               |                           |
| Оперативни систем     |                           |